# Zeami Motokiyo
Zeami Motokiyo (世阿弥 元清; c.1363–c.1443), også kaldet Kanze Motokiyo (観世 元清), var en japansk æstetiker, skuespiller og forfatter.

## Skuespil
Zeami var uddannet af sin far, Kan'ami, der også var skuespiller. Far-søn duoen etablerede Noh-teatret. Da Kan'ami's trup optrådte for Ashikaga Yoshimitsu, Shogun af Japan, udtrykte han ønske om at Zeami fik en hofuddannelse i kunst. Shogunen tog drengen som sin elsker, i shudo-traditionen i 1374.
Efter Zeami efterfulgte sin far fortsatte han med at optræde med og forfine faderens stil indtil hvad der i dag er Noh – en blanding af pantomime og akrobatik.

## Skrivning
Lærde tilskriver næsten 50 skuespil til Zeami. I blandt dem er arbejderne Izutsu, Hagoromo (The Feather Mantle), Koi no omoni (The Load of Love) og Takasago.

## Ekstra læsning
- On the Art of the No Drama: The Major Treatises of Zeami Arkiveret 4. september 2006 hos  Wayback Machine, 1984, M. Yamazaki (ed.), J. T. Rimer (tr.)
- The Hose Of Kanze, Noboku Albery, 1985, Simon And Schuster, New York, ISBN 0-671-60520-8 (novel)
- The Flowering Spirit: Classic Teachings on the Art of Nō, Zeami, William Scott Wilson (tr.), Kodansha International, Tokyo, Japan, 2006, ISBN 4-7700-2499-1 (Fūshi kaden translated)